# Drepanoctonus bicinctus
Drepanoctonus bicinctus är en stekelart som först beskrevs av Pierre L. G. Benoit 1961.  Drepanoctonus bicinctus ingår i släktet Drepanoctonus och familjen brokparasitsteklar. Inga underarter finns listade i Catalogue of Life.